# Quốc lộ 2 (Pháp)

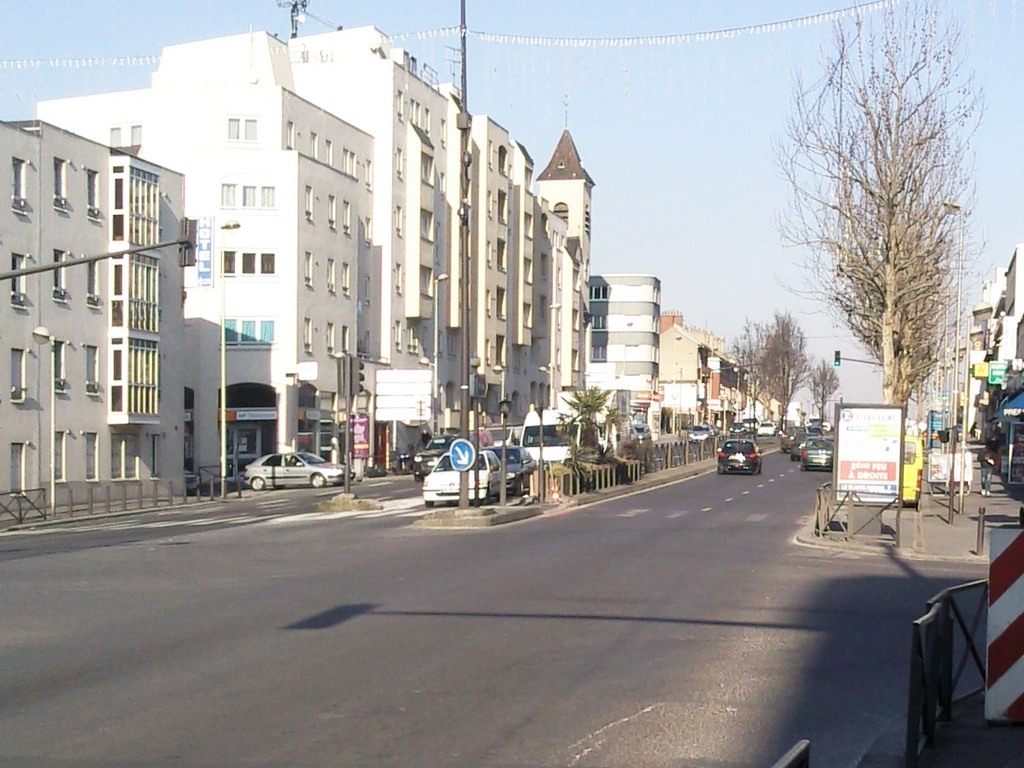
Quốc lộ 2 đoạn qua xã Le Bourget (km 5)

Quốc lộ 2 là một quốc lộ ở Pháp. Tuyên đường này xuất phát từ Paris.
Tổng cộng chiều dài 224 km. Từ Paris đến Soisson dài 100 km (0 km to 100 km). Từ Soisson đến Laon dài 30 km (100 km to 130 km)
Từ Laon đến Maubeuge (130 km to 224 km)

## Lộ trình
- Paris (Porte de la Villette) (km 0)
- Aubervilliers (km 1)
- Pantin (km 2)
- La Courneuve (km 3)
- Le Bourget (km 5)
- Le Blanc-Mesnil (km 7)
- Dammartin-en-Goële (km 30)
- Lagny-le-Sec (km 36)
- Nanteuil-le-Haudouin (km 44)
- Péroy-les-Gombries (km 48)
- Boissy-Fresnoy (km 49)
- Lévignen (km 54)
- Gondreville (km 57)
- Vaumoise (km 60)
- Vauciennes (km 64)
- Villers-Cotterêts (km 68)
- Vertes-Feuilles, Saint-Pierre-Aigle (km 79)
- Vauxbuin (km 88)
- Soissons (km 90)
- Crouy (km 98)
- Le Pont-Rouge, Margival (km 103)
- Vauxrain, Allemant y Vaudesson (km 109)
- Chavignon (km 113)
- Urcel (km 116)
- Étouvelles (km 120)
- Chivy-lès-Étouvelles (km 121)
- Laon (km 126)
- Chambry (km 132)
- La Maison-Blanche, Barenton-Bugny (km 136)
- Froidmont (km 143)
- Marle-sur-Serre (km 151)
- Thiernu (km 153)
- Lugny (km 156)
- Les Baraques, Saint-Gobert (km 158)
- Gercy (km 161)
- Vervins (km 165)
- Fontaine-lès-Vervins (km 167)
- Étréaupont (km 173)
- Froidestrées (km 177)
- La Capelle-en-Thiérache (km 181)
- La Flamengrie (km 184)
- Larouillies (km 188)
- Étrœungt (km 190)
- Avesnes-sur-Helpe (km 197)
- Bas-Lieu (km 201)
- Les Trois-Pavés, Bas-Lieu, Dourlers y Semousies (km 203)
- Le Violon, Beaufort (km 209)
- Le Pavé, Beaufort (km 210)
- Louvroil (km 215)
- Maubeuge (km 219)
- La Grisoëlle, Mairieux (km 222)
- Bettignies (km 225)
- Bois-Bourdon, Quévy  Bỉ N6(km 225)